# トステム
トステム（TOSTEM）は、LIXILが展開する窓・玄関まわり建材（窓・玄関ドア）のブランド名である。
また、トステム株式会社（英: TOSTEM Corporation）は、2011年3月までこれらの事業を展開していた企業で、現在のLIXILの法人格上の前身である。

## 概要
1923年（大正13年）に潮田竹次郎が東京都墨田区で創業した「妙見屋商店」（みょうけんやしょうてん）が源流である。1949年（昭和24年）9月19日に潮田竹次郎の次男である潮田健次郎が法人化を行い、日本建具工業株式会社（にほんたてぐこうぎょう、Nihon Tategu Kogyo Co., Ltd.）を設立し、1969年（昭和44年）から住宅用アルミサッシの製造を開始。当時は建築材料や住宅設備機器の業界では大手だった。1974年（昭和49年）には東洋エクステリア株式会社（TOEX）を設立、1977年（昭和52年）には株式会社ビバホームを設立しホームセンター事業に参入するなど、徐々に規模を拡大した。
2001年（平成13年）10月にINAXと経営統合し、初代法人は株式会社INAXトステム・ホールディングス（後の住生活グループ→LIXILグループ）に社名変更すると共に持株会社となり、その下で事業を行う同グループの中核企業として新たにトステム株式会社（2代目法人）が設立された。
2011年（平成23年）4月にグループ内の再編により、トステムを存続会社としてINAX・新日軽・東洋エクステリア・LIXIL（初代法人）を吸収合併し、サンウエーブ工業の開発・管理部門を統合して株式会社LIXIL（2代目法人）に商号変更した。これによりトステムという社名は姿を消し、LIXILの商品ブランドとして存続することとなった。
2020年（令和2年）12月1日付でLIXILグループがLIXIL（2代目法人）を吸収合併し、株式会社LIXIL（3代目法人）に商号変更した。同社の法人格は前述の通り初代トステムの法人格を受け継いでいる為、一度持株会社へ移行した初代法人が事業会社へ再び戻ることとなった。

## 沿革

### 初代
- 1923年（大正13年） - 潮田竹次郎が木製建具小売「妙見屋商店」を東京都墨田区に設立。
- 1949年（昭和24年）9月19日 - 潮田健次郎が日本建具工業株式会社を設立[1]。
- 1969年（昭和44年） - 住宅用アルミサッシを製造開始。
- 1971年（昭和46年） - 販売会社6社を吸収合併してトーヨーサッシ株式会社（Toyo Sash Co., Ltd.）に商号変更。
- 1974年（昭和49年） - 東洋エクステリア株式会社を設立。
- 1985年（昭和60年）
  - 東証2部に上場。
  - 11月 - 新日本製鐵の元子会社だった日鉄カーテンウォールを合併。
- 1987年（昭和62年） - 東証1部に指定替え。
- 1988年（昭和63年）12月16日 - 本店を東京都千代田区内幸町二丁目2番2号から現在地に移転。
- 1989年（平成元年） - 北海道トーヨーサッシ株式会社・東北トーヨーサッシ株式会社・関東トーヨーサッシ株式会社・中部トーヨーサッシ株式会社・関西トーヨーサッシ株式会社・中四国トーヨーサッシ株式会社・九州トーヨーサッシ株式会社を合併。
- 1990年（平成2年） - アルナ工機から建材事業を譲受。
- 1992年（平成4年） - トステム株式会社に商号変更。
- 2001年（平成13年）
  - 4月3日 - INAXと経営統合し、共同持株会社を設立することに合意。
  - 10月1日 - 株式会社INAXトステム・ホールディングスに商号変更するとともに、純粋持株会社化。
  - 10月21日 - INAXと株式交換を行い、同社をINAXトステム・ホールディングス傘下の完全子会社とする。

### 2代目
- 2001年（平成13年）10月1日 - （初代）トステムからの会社分割により（2代目）トステム株式会社を設立。
- 2002年（平成14年） - 近畿車輛より建材営業部門を譲受、トステムSD株式会社を設立（同社は2011年4月の2代目株式会社LIXIL発足時に、旧トステム子会社のトステム鈴木シャッター株式会社に統合され、株式会社LIXIL鈴木シャッターに改称）。
- 2010年（平成22年）11月1日 - INAX、新日軽、東洋エクステリア、（初代）LIXILを2011年4月1日付で合併するとともに、商号を（2代目）株式会社LIXILに変更する「基本方針」を発表。合併契約締結は2011年1月、合併契約承認は同年2月にそれぞれ予定されている[2]。
- 2011年（平成23年）4月1日 - 当社を存続会社として、INAX、新日軽、東洋エクステリア、（初代）LIXILを吸収合併し、（2代目）株式会社LIXILに商号変更。

## 事業所

### 主要工場
- 栗沢工場 - 北海道岩見沢市（旧空知郡栗沢町）
- 北広島工場 - 北海道北広島市
- 一関工場 - 岩手県一関市
- 須賀川工場 - 福島県須賀川市
- 小山工場 - 栃木県小山市
- 鹿沼工場 - 栃木県鹿沼市
- 前橋工場 - 群馬県前橋市
- 粕川工場 - 群馬県前橋市
- 水戸工場 - 茨城県常陸大宮市
- 大和工場 - 茨城県桜川市
- 下妻工場 - 茨城県下妻市
- 藤花工場 - 茨城県下妻市
- 石下工場 - 茨城県常総市
- 岩井加工工場 - 茨城県坂東市
- 岩井窯業工場 - 茨城県坂東市
- 土浦工場 - 茨城県土浦市
- 狭山工場 - 埼玉県狭山市
- 野田工場 - 千葉県野田市
- 七光台工場 - 千葉県野田市
- 松戸工場 - 千葉県松戸市
- 横浜工場 - 神奈川県横浜市
- 可児工場 - 岐阜県可児市
- 伊吹工場 - 岐阜県不破郡
- 名張工場 - 三重県名張市
- 久居工場 - 三重県津市
- 熊山工場 - 岡山県赤磐市
- 甘木工場 - 福岡県朝倉市
- 有明工場 - 熊本県玉名郡
- 沖縄工場 - 沖縄県宜野湾市
- 大連工場 - 大連市金州区

### 閉鎖された工場
- 綾部工場 - 京都府綾部市（2010年3月閉鎖）
- 吉見工場 - 埼玉県比企郡（2009年12月閉鎖）
- 豊橋工場 - 愛知県豊橋市（2009年12月閉鎖）
- 勝央工場 - 岡山県勝田郡（2009年11月閉鎖）
- 大生郷工場 - 茨城県常総市（2008年9月に閉鎖）
- 水口工場 - 滋賀県甲賀市（2008年3月に閉鎖）
- 成東工場 - 千葉県山武市（2007年9月末に閉鎖[3]）

## 主な製品
- 窓まわり
  - シリーズ製品
    - エルスター - スリムフレームを採用した高性能樹脂窓。トリプルガラス仕様のハイグレードクラス「エルスターX」（2015年1月発売）と複層ガラス仕様のスタンダードクラス「エルスターS」（北海道では2016年3月、東北以南では同年5月発売）の2タイプがある。
    - サーモス - アルミと樹脂のハイブリッド構造とした高性能窓。2012年12月に「サーモス」からリニューアルされた「サーモスII-H」に加え、2015年3月にトリプルガラスを搭載した「サーモスX」、2016年（西日本では6月、東日本では8月）に一般的な複層ガラス仕様のアルミ窓と同等の価格を実現したエントリークラスの「サーモスL」を追加。2019年（東日本では10月、西日本では12月）に「サーモスII-H」と「サーモスL」がモデルチェンジされた。
    - デュオPG - 複層ガラス仕様のスタンダードアルミサッシ。単枚ガラス仕様の「デュオSG」も存在する。

  - デザイン窓・大開口窓
    - LW - 2018年8月発売。室内側からフレームが見えない「フレームインデザイン」の構造で、1枚のガラス戸を横にスライドして開閉する大開口窓。
    - ワイドウィン
    - オープンウィン

  - 天窓
    - スカイシアター

  - 窓リフォーム
    - インプラス - 既存の窓の内側に取り付け、断熱・遮音・防露効果を付与するリフォーム用内窓。ユニットバスや在来浴室などに向けた「インプラス浴室仕様」に加え、2020年10月にはイノベーション向けにデザイン性も重視された「インプラス for Renovation」が追加発売された。
    - リプラス - 専用枠と高性能ハイブリッド窓を組み合わせた木造戸建て住宅向けリフォーム窓。元々「リプラス」はリフォーム窓の専用枠の名称として用いられており、2017年3月にリフォーム窓「リフレム リプラス」として発売されたが、2020年10月に従来「リフレムII」の製品名で発売されていたモール類（カバーモール・カバーモール浴室用・カットモール）を含めた取り替え窓の製品群を「リプラス」へブランド統合してモデルチェンジされた。

  - 複層ガラス
    - レガリス - 2016年4月発売。市販サッシでは世界初となる5層構造ガラスを採用した高性能窓。
- 玄関まわり
  - シリーズ製品
    - クリエラ - 2ロックドアシステムを採用した玄関ドア「クリエラR」や、一般住宅の勝手口や店舗・事務所にも使用可能な多目的ドア「クリエラガラスドア」がラインナップされている。

  - 玄関ドア
    - 玄関ドアDA - 2019年4月発売。スマートロックシステム（電気錠）「FamiLock（ファミロック）」が標準搭載されたことにより、手動キーだけでなく、専用アプリをインストールしたスマートフォン、リモコンキー、カードキーの4つのカギから自由に選択可能としている。
    - ジエスタ2 - 断熱玄関ドア。2017年4月に「ジエスタ」から全面刷新。
    - グランデル2 - 2018年4月発売。豊富なデザインとカラーを有する高断熱玄関ドア。サーマルブレイク枠を採用した「スタンダード仕様」と樹脂枠を採用した「ハイグレード仕様」の2タイプがある。
    - アヴァントス
    - プレナスX

  - 玄関引戸
    - エルムーブ2

  - リフォーム用ドア
    - リシェント

## 韓国のLG化学と合弁会社設立
トステムは2009年（平成21年）3月11日、韓国LG化学と同年4月に合弁会社を設立すると発表した。トステムにとって初めての海外合弁事業になる。トステムの技術を元にアルミ建材などを開発し、LG側の販売網をいかして販売する。発表によると、日本の国内需要が落ち込む中で、海外での販売を強化したいトステム側と、アルミニウム建材事業を拡大したいLG化学側の思惑が一致した。新会社の名称は「LG―TOSTEM　BM」となる。本社はソウルに置く予定。生産は当面、外部に委託する予定。2012年（平成24年）に売上高1200億ウォン（約120億円）を目指すと発表されている。資本金は60億ウォン、LG側が51％、トステムが49％出資。合弁会社のLGトステムは、LG化学の産業材の事業部門が分社化して2009年（平成21年）4月新しく発足する「LGハウシス」の子会社になる。LGトステムはアルミ建材や産業用アルミニウム製品などの製造販売を行う。

## スポンサー
Jリーグ鹿島アントラーズのオフィシャルスポンサーであり、ユニフォームにロゴが書かれている。多くのクラブがユニフォームの胸スポンサーを入れ替える中、1996年（平成8年）に鹿島のユニフォームの前面がチームロゴからスポンサー広告に切り替わって以降一度も変更されることが無く、一貫して鹿島のサポートを続けている。2011年（平成23年）4月1日より、当社を含む住生活グループ5社の合併によって会社名がLIXILとなるため、2011年度ユニフォームより表記が「LIXIL」となっている。
全日本F3000選手権において1991年から1993年にかけてル・ガラージュ・コックス・レーシングチーム＋ムーンクラフトのスポンサーとなり、中谷明彦（1991～1992年、カーナンバー99番）及び服部尚貴（1992～1993年、カーナンバー98番。なお、1991年については同じチームながらPLUSのスポンサードで参戦）が同チームより出走している。

### 過去の提供番組（トーヨーサッシ・トステム時代を含む）
- 日曜9時ドラマ (第4期)（日本テレビ）
- 新エアーウルフ 復讐編（日本テレビ）
- ビートたけしの全日本お笑い研究所→番組の途中ですが…再びたけしです（日本テレビ）
- 水曜グランドロマン（日本テレビ）
- 情報7days ニュースキャスター（TBS系・2009年4月 - 同年12月）
- 新婚さんいらっしゃい!（朝日放送制作：テレビ朝日系・第2部スポンサー）
- ビートたけしのTVタックル（テレビ朝日）
- ゴールデン洋画劇場（フジテレビ）
- JNNニュースの森・土曜日（TBS）など。

## CMキャラクター
トーヨーサッシ時代
- 三浦洋一
- マイケル富岡

トステム時代
- 五十嵐淳子
- 菊池桃子
- 秋田豊
- W（ダブルユー）
- 奥さまは魔女
- 春日井静奈
- 堤真一 - LIXILのブランドとなって以降も出演している（2011年まで）。